# 青木善祐
青木 善祐（あおき よしすけ、1892年〈明治25年〉11月1日 - 1974年〈昭和49年〉8月14日）は、日本の内務官僚、政治家。長崎市長、宮崎県宮崎市長、延岡市長を歴任した。

## 経歴
宮崎県東臼杵郡延岡町（現在の延岡市）出身。師範学校を卒業した後、1917年（大正6年）に中央大学専門部法科を卒業し、翌年に高等試験に合格した。鉄道院書記を経て、内務属、茨城県警視、岡山県理事官、熊本県事務官・地方課長、大阪府事務官・地方課長、同商務課長、山形県書記官・学務部長、同警察部長、熊本県書記官・警察部長を歴任した。
1935年（昭和10年）11月2日、長崎市助役に就任。1938年（昭和13年）8月29日、助役を退任し、長崎市長となった。1940年（昭和15年）3月11日、市長を退任した。
その後、1941年（昭和16年）1月21日から1945年（昭和20年）1月20日まで第6代宮崎市長を務めた。
戦後、公職追放となった。

### 1956年延岡市長選挙
1956年（昭和31年）、延岡市長選挙に社会党延岡市支部の支援を受けて立候補して、初当選を果たして第11代市長となった。
※当日有権者数：-人 最終投票率：-%（前回比：-pts）
| 候補者名   | 年齢 | 所属党派 | 新旧別 | 得票数   | 得票率 | 推薦・支持 |
| ---------- | ---- | -------- | ------ | -------- | ------ | ---------- |
| 青木善祐   | 63   | -        | 新     | 23,264票 | 48.2%  | -          |
| 仲田又次郎 | -    | -        | -      | 19,528票 | 40.5%  | -          |
| 佐藤千吉郎 | -    | -        | -      | 5,455票  | 11.3%  | -          |

4月21日に就任した。

### 1960年延岡市長選挙
1960年（昭和35年）の市長選挙に立候補したが、折小野良一に敗れて落選した。
※当日有権者数：-人 最終投票率：-%（前回比：-pts）
| 候補者名   | 年齢 | 所属党派 | 新旧別 | 得票数   | 得票率 | 推薦・支持 |
| ---------- | ---- | -------- | ------ | -------- | ------ | ---------- |
| 折小野良一 | 41   | -        | 新     | 26,793票 | 49.8%  | -          |
| 青木善祐   | 67   | -        | 現     | 25,654票 | 47.6%  | -          |
| 河野孔明   | -    | -        | -      | 1,407票  | 2.6%   | -          |

4月18日に退任した。